# Jan Tserclaes Tilly
Jan Tserclaes Tilly nebo Johann t'Serclaes von Tilly (únor 1559, Tilly – 30. duben 1632, Ingolstadt) byl původem vlámský generál a polní maršál. Jako vojevůdce Katolické ligy bojoval za třicetileté války proti českým, německým, dánským a švédským protestantům. V roce 1623 získal titul hraběte. Spolu s Albrechtem z Valdštejna patřil k vrchním velitelům armád Svaté říše římské národa německého.

## Mládí
Narodil se v únoru roku 1559 na zámku Tilly ve vallonském Brabantsku (v té době součást Španělského Nizozemí, nyní na území Belgie). V patnácti letech, poté, co získal vzdělání v jezuitské škole v Kolíně nad Rýnem, vstoupil do španělské armády a ve vojsku parmského vévody Alessandra Farnese se účastnil tažení proti nizozemským protestantským povstalcům za osmdesátileté války. V roce 1585 se podílel na úspěšném obléhání Antverp. O patnáct let později bojoval jako žoldnéř a později polní maršál na straně Svaté říše římské proti Otomanským Turkům v Uhrách a Transylvánii.

## České tažení
V roce 1610 se stal vojevůdcem Katolické ligy ve službách bavorského kurfiřta Maxmiliána I. Své vojáky cvičil ve španělském tercio-systému (též nazývaném „španělský čtverec“ – jednalo se o tři smíšené kompanie pikenýrů a mušketýrů, seřazených do čtverhranného útvaru). O deset let později vedl v rámci třicetileté války tažení proti českým protestantským povstalcům. Spolu s Karlem Bonaventurou Buquoyem porazil 8. listopadu 1620 české stavovské vojsko (vedené Kristiánem I. Anhaltským) v bitvě na Bílé hoře.

## Německé tažení

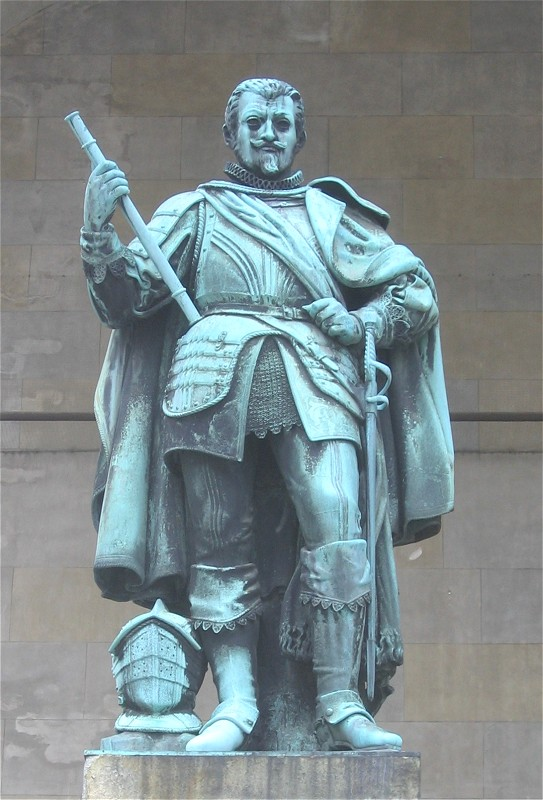
Socha hraběte Tillyho v mnichovské Feldherrnhalle

27. dubna 1622 byl poražen v bitvě u Mingolsheimu, ale poté, co se spojil se španělským vévodou Gonzalem de Cordoba, zvítězil v bitvě u Wimpfenu (6. května 1622) nad Georgem Friedrichem, markrabětem baden-durlašským. K vítězství v této bitvě přispěl fakt, že nepřátelské zásoby munice byly zničeny dělostřeleckou palbou. Mezi 20. a 22. červnem téhož roku dosáhl úspěchu v bitvě u Höchstu, vedené proti brunšvickému vévodovi Kristiánovi mladšímu, a byl jmenován hrabětem. Po jedenáctitýdenním obléhání dobyl 19. září město Heidelberg. Kristian Brunšvický se mu 6. srpna 1623 znovu postavil v bitvě u Stadtlohnu, avšak byl drtivě poražen.
V roce 1625 se do třicetileté války zapojil dánský král Kristián IV., ale po prohrané bitvě s hrabětem Tillym u Lutteru (26.-27. srpna 1626) a po několika dalších porážkách od Albrechta z Valdštejna byli Dánové nuceni podepsat Lübeckou mírovou smlouvu.
O pět let později, v roce 1630, se v Mecklenburgu vylodila vojska švédského krále Gustava II. Adolfa. Tento severský panovník, který proslul jako zakladatel moderního válečnictví, založil svou taktiku na pohyblivé artilerii a kvalitní pěchotě. 20. března 1631 obklíčil hrabě Tilly Magdeburg a svěřil jeho obléhání pappenheimskému hraběti Gottfriedu Heinrichovi. Po dvou měsících (20. května 1631) bylo město dobyto, avšak velitelé ztratili kontrolu nad svými vojáky a došlo k rabování, během něhož byla většina obyvatel Magdeburgu povražděna. Tato událost bývá považována za nejkontroverznější akci Tillyho vojenské kariéry. 17. září
téhož roku byl hrabě Tilly poražen Gustavem Adolfem v bitvě u Breitenfeldu poblíž Lipska. Při ústupu se snažil zabránit Švédům v proniknutí do Bavorska, a tak svedl bitvu u Rainu nad Lechem (15. dubna 1632), v níž byl poražen a smrtelně raněn. O patnáct dní později zemřel Jan Tserclaes Tilly v Ingolstadtu na tetanus. Vrchní velení po něm převzal generál Jan z Aldringenu.